# Lezginka
La lezginka (aussi lesginka ou lezguinka) est le nom générique de danses traditionnelles pratiquées dans le Caucase et en Turquie orientale (à la frontière arménienne et géorgienne). Elles sont dansées soit par des hommes seuls soit en couple homme-femme (l'homme effectuant la danse dite de l’aigle, la femme celle  du cygne).

## Appellations
Cette danse porte différents noms selon les régions dans lesquelles elle est pratiquée, on la retrouve, dans ses diverses variations, chez les Koumyks, Darguines, Avars, Laks, Lezghiens (ce sont des ethnies constituant le Daghestan, la région située le plus au sud de la Russie, au bord de la mer Caspienne), Azéris, Géorgiens, Ossètes, Tcherkesses,Ingouches et Tchétchènes. Lezginka (Лезгинка) est son appellation russe, en lezghien elle est nommée Лезги кьуьл ou Лекьерин кьуьл (Lezgi k’u’l, Lek’erin k’u’l), en géorgien ლეკური (lekuri), en tchétchène хелхар, en circassien лъапэрисэ, шышэн, къэжэхь, en ossète тымбыл кафт, зилгæ кафт et en Turquie Kafkas Oyunları, la danse caucasienne.

## Description
La danse, de préférence dansée en costume traditionnel, se caractérise classiquement par des pas brefs, rapides et énergiques de l'homme, appuyés par l'emploi démonstratif des bras, s'opposant à des mouvements lents et fluides de la femme.

« (...) et les beaux danseurs de chaque corporation exécutèrent cette danse singulière que j’avais déjà vue souvent au Caucase, que les Russes nomment la lesguinka et les Géorgiens lékoury. Généralement un seul danseur se place au milieu du rond où, parfois manœuvrant sur la même place, il exécute une sorte de trépignement, tantôt sur le talon, tantôt sur la pointe du pied, assez semblable au zapateado espagnol ; puis s’élançant en avant il parcourt vivement le tour du cercle en continuant les mêmes pas et faisant avec les bras des mouvements qui m’ont rappelé ceux de nos anciens télégraphes. Parfois aussi un homme et une femme sont les acteurs de ce ballet, que ne dédaigne pas la plus haute société géorgienne ; j’y ai vu exceller le prince D*** et les princesses O***, T***, M***. — C’est alors toujours la même figure qui dure depuis la plus haute antiquité : Apollon poursuivant Daphné, mais une Daphné coquette, qui préfère ne pas être changée en laurier. Rien n’est d’ailleurs plus gracieux que cette danse : la jeune femme tient toujours les yeux baissés, et tout, jusque dans les ondulations de sa robe, est chaste et noble. »

— Édouard Charton, Le Tour du monde, volume 4, Librairie Hachette et Cie, Paris, 1861, page 115

## Musique

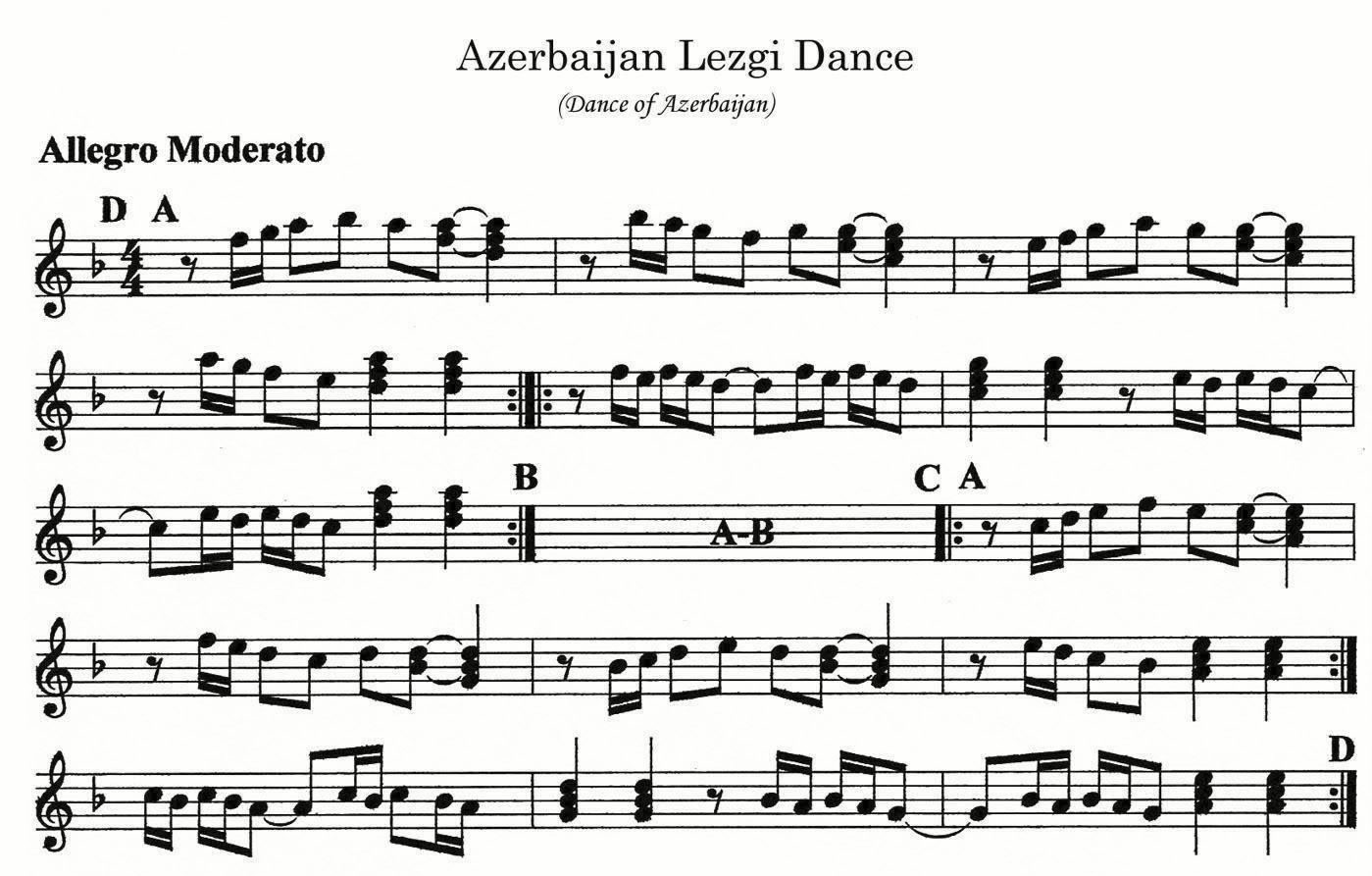
Partition de la lezgi, dansée en Azerbaïdjan

## Galerie

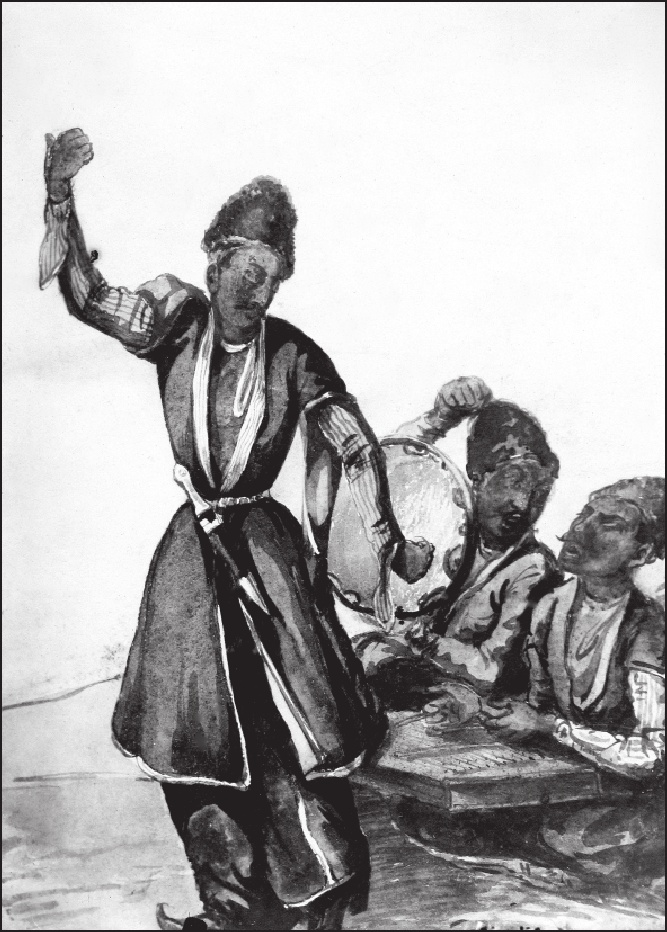
Lezginka à Mejvriskhevi près de Gori en Géorgie. Avant 1859.
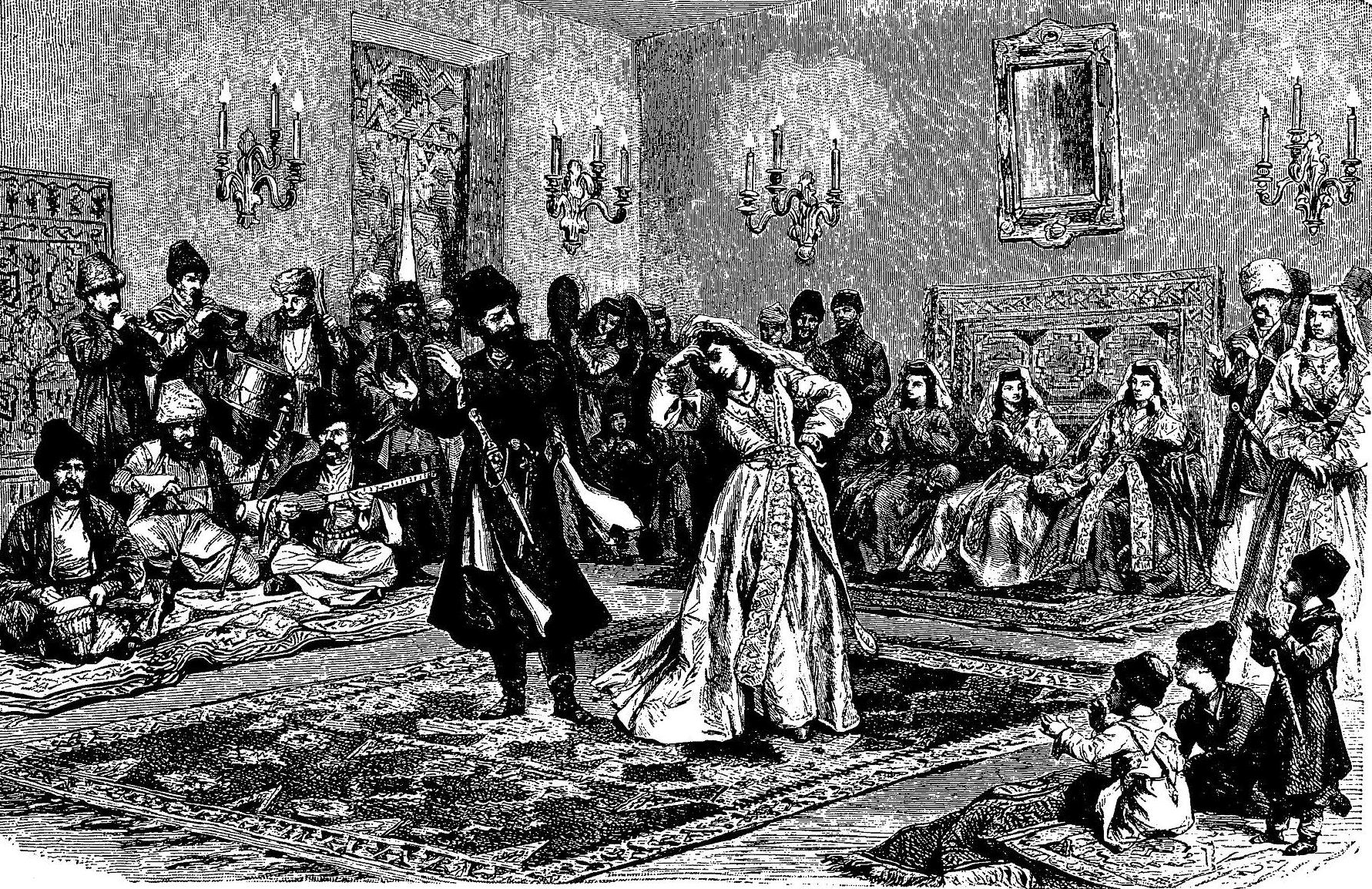
La Lezginka, une danse nationale en Géorgie. Gravure de 1884.
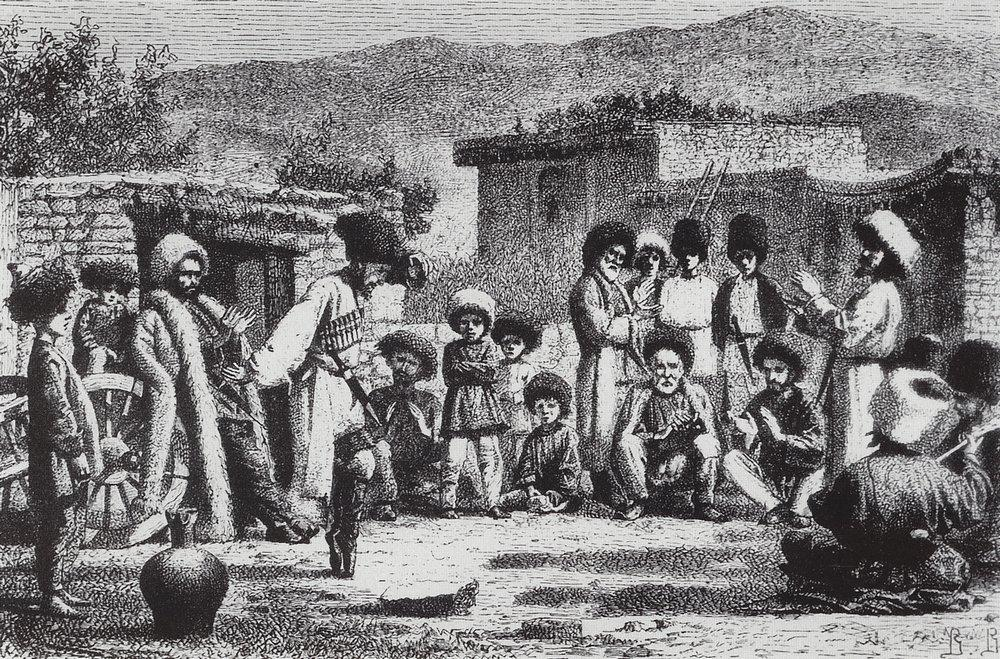
Lezginka, entre 1864 et 1867, Vassili Verechtchaguine.
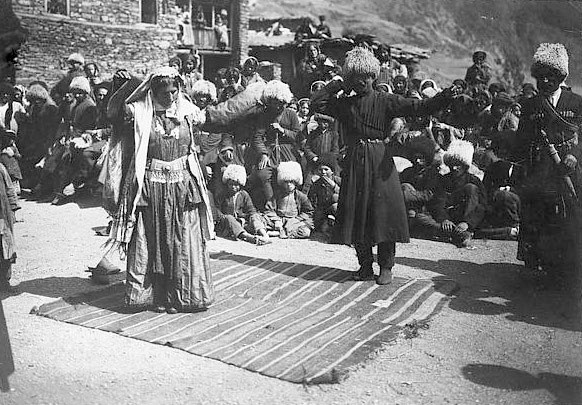
Lezguiens dansant la lezginka au Daghestan vers 1900.
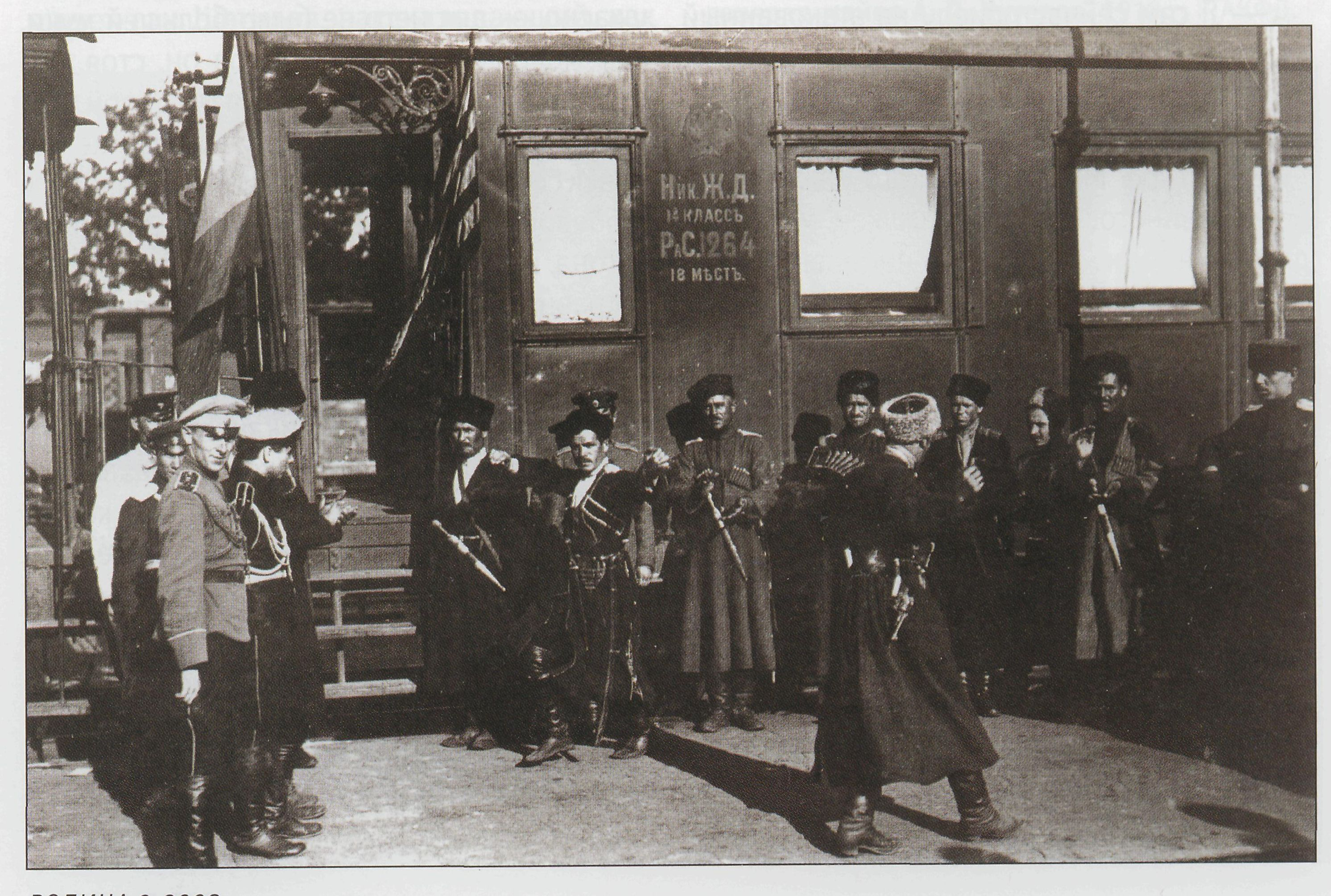
Des personnes du convoi de Vladimir Maï-Maïevski dansant la lezginka en 1919.